# Катастрофа Boeing 737 под Колорадо-Спрингс
Катастрофа Boeing 737 под Колорадо-Спрингс — авиационная катастрофа, произошедшая в воскресенье 3 марта 1991 года. Авиалайнер Boeing 737-291 авиакомпании United Airlines совершал внутренний рейс UA585 по маршруту Пеория—Молин—Денвер—Колорадо-Спрингс, но при заходе на посадку в пункте назначения внезапно опрокинулся вправо и рухнул на землю около аэропорта Колорадо-Спрингс. Погибли все находившиеся на его борту 25 человек — 20 пассажиров и 5 членов экипажа; также получил ранения 1 человек на земле.

## Самолёт

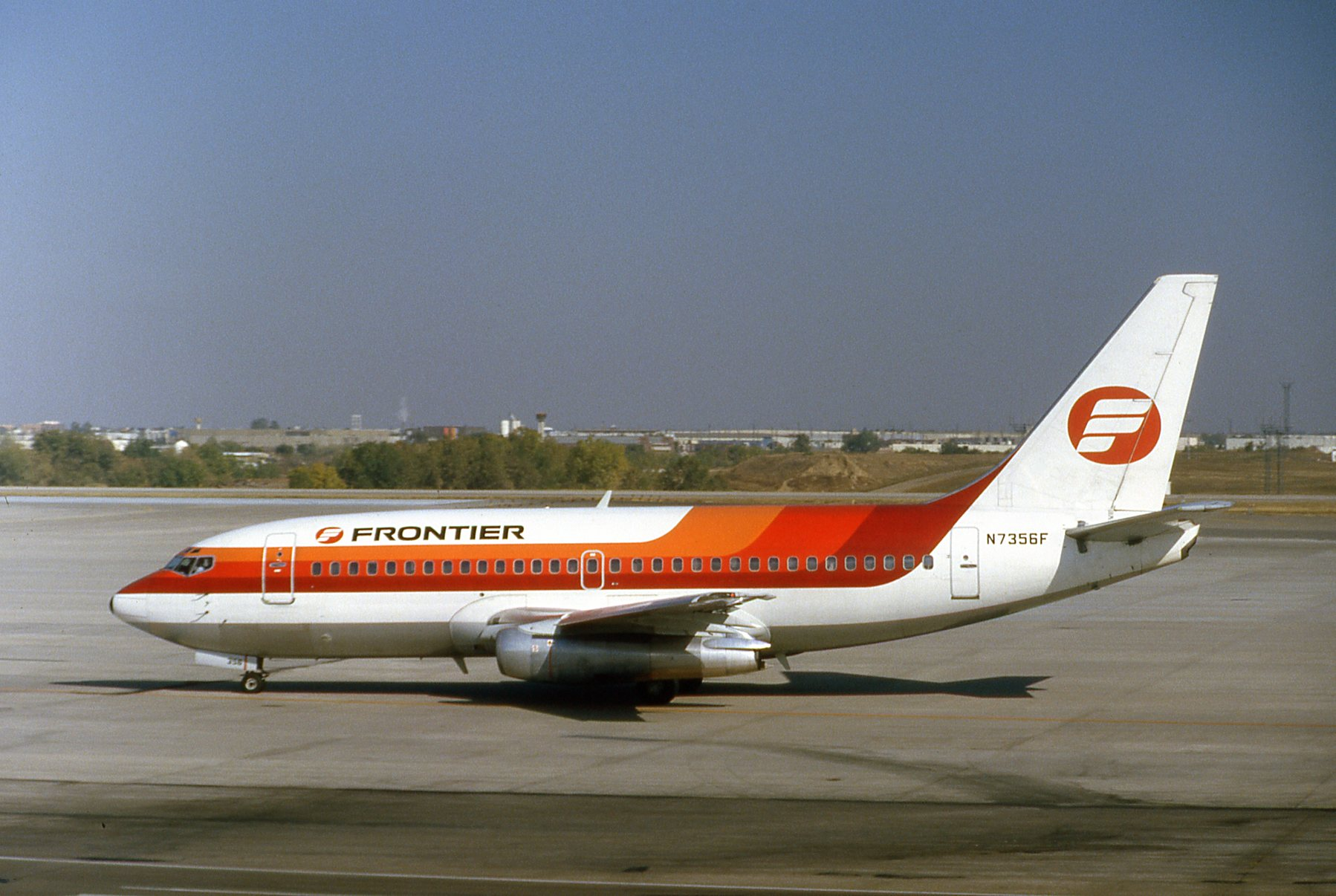
Разбившийся самолёт в 1985 году (в период эксплуатации в Frontier Airlines)

Boeing 737-291 (регистрационный номер N999UA, заводской 22742, серийный 875) был выпущен в 1982 году (первый полёт совершил 11 мая). 24 мая того же года был передан авиакомпании Frontier Airlines (борт N7356F). В июле 1985 года был взят в лизинг авиакомпанией United Airlines и получил бортовой номер N999UA, 1 июня 1986 года был полностью выкуплен. Оснащён двумя турбореактивными двигателями Pratt & Whitney JT8D-17. На день катастрофы совершил 19 734 цикла «взлёт-посадка» и налетал 26 050 часов.

## Экипаж и пассажиры
Самолётом управлял опытный экипаж, состав которого был таким:
- Командир воздушного судна (КВС) — 51-летний Гарольд Л. Грин (англ. Harold L. Green). Опытный пилот, проработал в авиакомпании United Airlines 21 год и 9 месяцев (с 15 мая 1969 года). Управлял самолётами Douglas DC-8 (в качестве бортинженера) и Boeing 727 (в качестве бортинженера, а затем второго пилота). В должности командира Boeing 737-200 — с 7 декабря 1990 года (до этого управлял им в качестве второго пилота). Налетал 9902 часа, 1732 из них на Boeing 737-200 (891 из них в качестве КВС).
- Второй пилот — 42-летняя Патрисия К. Эйдсон (англ. Patricia K. Eidson). Опытный пилот, проработала в авиакомпании United Airlines 2 года и 3 месяца (с 21 ноября 1988 года). В должности второго пилота Boeing 737-200 — с 21 августа 1990 года. Налетала 3903 часа, 1077 из них на Boeing 737-200.

В салоне самолёта работали три стюардессы:
- Лиза Л. Чёрч (англ. Lisa L. Church), 21 год.
- Анита П. М. Лучеро (англ. Anita P. M. Lucero), 21 год.
- Моника Смайли (англ. Monica Smiley), 22 года.

| Гражданство | Пассажиры | Экипаж | Всего |
| ----------- | --------- | ------ | ----- |
| США         | 16        | 5      | 21    |
| Польша      | 1         | 0      | 1     |
| Япония      | 1         | 0      | 1     |
| Ирландия    | 1         | 0      | 1     |
| Канада      | 1         | 0      | 1     |
| Всего       | 20        | 5      | 25    |

## Хронология событий
Рейс UA585 вылетел из Денвера в 09:23 MST, на его борту находились 5 членов экипажа и 20 пассажиров; расчётное время посадки в Колорадо-Спрингс было 09:46 MST (полёт должен был продлиться всего 23 минуты), перелёты из Пеории в Молин и из Молина в Денвер прошли в штатном режиме.
В 09:37 лайнер начал заход на посадку на ВПП №35 аэропорта Колорадо-Спрингс, но в 09:43:32 рейс 585, находясь на высоте около 300 метров, резко перевернулся на 180° вправо и опустил носовую часть вниз на 10°, падая по спирали. Пилоты пытались восстановить управление самолётом, выпустив закрылки на 15° и увеличив тягу двигателей, но в 09:43:41 рейс UA585 на скорости 394 км/ч вертикально врезался в землю в 7 километрах от ВПП №35 аэропорта Колорадо-Спрингс и недалеко от Уайдфилд-Парка (в нескольких метрах от жилых домов). От удара о землю лайнер полностью разрушился, а на месте падения образовалась воронка глубиной 4,5 метра. Все 25 человек на борту самолёта погибли; также получил ранения 1 человек на земле — 8-летняя девочка, гулявшая неподалёку от места катастрофы (была сбита взрывной волной).

## Расшифровка переговоров
Переговоры и записи с речевого самописца рейса UA585 в течение последних 2 минут.
Сокращения:
- КВС: Командир воздушного судна — Гарольд Л. Грин
- 2П: Второй пилот — Патрисия К. Эйдсон
- ДИ: Авиадиспетчер
- Э: Кто-то из экипажа
- Внешняя связь: переговоры с диспетчером
- (нрзб) — неразборчиво
- (ругань) — ненормативная лексика (удалена)

| Время      |                                               | Оригинал | Перевод |
| ---------- | --------------------------------------------- | --- | --- |
| 09:41:20   | КВС                                           | Twenty five flaps.                                                                                                  | Закрылки 25. |
| 09:41:23   | Ди                                            | United five eighty five, after landing hold short of runway three zero for departing traffic on runway… three zero. | Юнайтед 5-8-5, после посадки остановитесь перед взлётно-посадочной полосой три ноль для пропуска борта(ов) вылетающих с полосы… три ноль. |
| 09:41:25   | Звук увеличивающейся мощности двигателей      | Звук увеличивающейся мощности двигателей                                                                            | Звук увеличивающейся мощности двигателей                                                                                                  |
| 09:41:30   | КВС                                           | Starting on down.                                                                                                   | Снижаемся. |
| 09:41:31   | 2П (внешняя связь)                            | We'll hold short of three zero, United five eighty five.                                                            | Мы остановимся перед три ноль, Юнайтед 5-8-5.                                                                                             |
| 09:41:33   | 2П                                            | That's all the way to the end of our runway not … doesn't mean a thing.                                             | Это у самого конца нашей полосы, не… в общем, неважно.                                                                                    |
| 09:41:39   | КВС                                           | No problem. | Нет проблем. |
| 09:41:51   | Звук, похожий на перекладывание стабилизатора | Звук, похожий на перекладывание стабилизатора                                                                       | Звук, похожий на перекладывание стабилизатора                                                                                             |
| 09:42:05   | Звук «CO» на 2-м радиоканале                  | Звук «CO» на 2-м радиоканале                                                                                        | Звук «CO» на 2-м радиоканале |
| 09:42:08   | 2П                                            | The marker's identified now it's really weak.                                                                       | Метка идентифицировалась очень слабо. |
| 09:42:11   | КВС                                           | No problem. | Нет проблем. |
| 09:42:29   | 2П                                            | (We had a) ten knot change here.                                                                                    | (У нас было) на 10 узлов здесь. |
| 09:42:31   | КВС                                           | Yeah, I know… awful lot of power to hold that… airspeed.                                                            | Да, я знаю… слишком высокий режим работы двигателей, чтобы держать эту… скорость.                                                         |
| 09:43:01   | 2П                                            | Another ten knots gain.                                                                                             | Ещё 10 узлов. |
| 09:43:03   | КВС                                           | Thirty flaps. | Закрылки 30. |
| 09:43:08   | 2П                                            | Wow. | Вау. |
| 09:43:09   | Звук снижения режима работы двигателей        | Звук снижения режима работы двигателей                                                                              | Звук снижения режима работы двигателей |
| 09:43:28   | 2П                                            | We're at a thousand feet.                                                                                           | Мы на 1000 футов. |
| 09:43:32   | 2П                                            | Oh, God (flip)- | О, боже (кувырок)- |
| 09:43:33   | КВС                                           | Fifteen flaps. | Закрылки 15. |
| 09:43:34   | 2П                                            | Fifteen. | 15. |
| 09:43:34.4 | 2П                                            | Oh. | Ой. |
| 09:43:34.7 | КВС                                           | Oh! | Ой! |
| 09:43:35.4 | 2П                                            | …. | (ругань). |
| 09:43:35.5 | Звук выдвигания клапана рычага привода        | Звук выдвигания клапана рычага привода                                                                              | Звук выдвигания клапана рычага привода |
| 09:43:35.7 | КВС                                           | …. | (ругань) |
| 09:43:36   | КВС                                           | No! | Нет! |
| 09:43:37.5 | 2П                                            | Oh …. | Oh (ругань). |
| 09:43:38.2 | КВС                                           | Oh …. | Oh (ругань). |
| 09:43:37   | Звук выдвигания клапана рычага привода        | Звук выдвигания клапана рычага привода                                                                              | Звук выдвигания клапана рычага привода |
| 09:43:38   | 2П                                            | Oh my God… Oh my God!                                                                                               | О, боже мой… О, боже мой! |
| 09:43:40   | КВС                                           | Oh no. | О, нет. |
| 09:43:41   | Звук удара                                    | Звук удара | Звук удара |
|            | Конец записи                                  | | |

## Расследование
Расследование причин катастрофы рейса UA585 проводил Национальный совет по безопасности на транспорте (NTSB).
Во время расследования не было найдено ничего, что могло бы привести к катастрофе. В 1992 году NTSB опубликовал промежуточный отчёт расследования, в котором было указано на то, что причина катастрофы рейса UA585 не установлена.
Истинная причина катастрофы была раскрыта после катастрофы рейса USAir-427 и инцидента с рейсом Eastwind Airlines-517. Тогда было установлено, что причиной катастрофы рейса UA585 стала потеря управления из-за заклинивания руля направления в правом положении вследствие заклинивания клапана бустера.
Окончательный отчёт расследования был опубликован 27 марта 2001 года.

## Культурные аспекты
Катастрофа рейса 585 United Airlines показана в 4 сезоне канадского документального сериала Расследования авиакатастроф в серии Скрытая опасность.